# Der Deutsche Einwanderer
Der Deutsche Einwanderer foi um jornal brasileiro editado em língua alemã, em Porto Alegre, Rio Grande do Sul.
O jornal foi fundado em 1853 no Rio de Janeiro e foi no ano seguinte comprado por Teobaldo Jaeger, que o transferiu para Porto Alegre. Em sua redação trabalhou Carl Jansen, que foi redator-chefe. Funcionou até 8 de julho de 1861 e suas instalações foram foram compradas por um grupo de comerciantes. 